# Knefastia
Knefastia is een geslacht van weekdieren uit de klasse van de Gastropoda (slakken).

## Soorten
- Knefastia altenai Macsotay & Campos, 2001
- Knefastia dalli Bartsch, 1944
- Knefastia funiculata (Kiener, 1840)
- Knefastia hilli Petuch, 1990
- Knefastia howelli (Hertlein & Strong, 1951)
- Knefastia nigricans (Dall, 1919)
- Knefastia olivacea (Sowerby I, 1834)
- Knefastia princeps Berry, 1953
- Knefastia tuberculifera (Broderip & Sowerby I, 1829)
- Knefastia walkeri Berry, 1958